# Ястребино (селище при залізничній станції, Ленінградська область)
Ястребино (рос. Ястребино) — селище залізничної станції у Волосовському районі Ленінградської області Російської Федерації.
Населення становить 0 осіб. Належить до муніципального утворення Большеврудське сільське поселення.

## Історія
Від 1 серпня 1927 року належить до Ленінградської області.

## Населення
| 1997 | 2007 | 2010 | 2017 |
| ---- | ---- | ---- | ---- |
| 5    | ↗6   | ↘0   | →0   |